# Hoita macrostachya
Hoita macrostachya là một loài đậu.